# Ирванец, Александр Васильевич
Александр Васильевич Ирванец (укр.  Олекса́ндр Васи́льович Ірване́ць, 24 января 1961, Львов) — украинский писатель, переводчик.

## Биография
Вырос в городе Ровно. Закончил Литературный институт имени А. М. Горького в Москве (1989). С 1993 живёт в городе Ирпень под Киевом.
Жена — художница Оксана Игоревна Цюпа(укр. Оксана Ігорівна Цюпа).

## Творческая деятельность
Дебютировал как поэт. Один из основателей литературного общества Бу-Ба-Бу, носит в нём титул Казначея. В 2000-е годы обратился к прозе и драматургии. Также переводит стихи и прозу с французского, русского, белорусского и польского языков.
Произведения Ирванца переведены на многие европейские языки. Он — лауреат ряда национальных и зарубежных премий.

## Книги
- Костер под дождем/ «Вогнище на дощі» (Львів: Каменяр, 1986)
- Тень великого классика/ «Тінь великого класика» (Київ: Молодь, 1991)
- Стихи последнего десятилетия/ «Вірші останнього десятиліття» (Львів: Кальварія, 2001)
- «Рівне/Ровно (Стіна)» (Львів: Кальварія, 2002)
- «П’ять п'єс» (Київ: Смолоскип, 2002)
- «Очамимря: Повість та оповідання» (Київ: Факт, 2003)
- «Любіть!..» (Київ: Критика, 2004)
- «Рівне/Ровно (Стіна)» (Київ: Факт, 2006)
- «Лускунчик-2004» (Київ: Факт, 2005)
- «Преамбули і тексти. Збірка поезій» (Київ: Факт, 2005)
- «Хвороба Лібенкрафта», роман (Харків: Фоліо, 2010)
- «Мій хрест» (Харків: Фоліо, 2010)
- «Сатирикон — ХХІ» (Харків: Фоліо, 2011)
- «П’яте перо» Вибрана есеїстика (Луцьк: Твердиня, 2011)
- «Пісні війни»: вірші останніх років (Київ: Дух і літера, 2014)
- «Харків 1938» (Київ: Laurus, 2017) — роман-альтернативная история Украины, какой она могла бы быть, если бы «УНР выстояла».

## Признание
Премия Фонда Гелены Щербань-Лапики (США, 1995) и др.